# 끈끈이귀개
끈끈이귀개는 끈끈이귀개과의 여러해살이풀로 학명은 Drosera peltata이다.

## 특징
높이는 10-30cm이다. 괴경(塊莖)은 지름 6mm, 윗부분에서 가지가 갈라진다. 근생엽은 꽃이 필 때 없어지고, 경생엽은 어긋난다. 잎자루가 있고, 길이 2-3mm이며 초승달 모양으로 표면에 긴 선모가 밀집해 있다. 꽃은 흰색이며 화관의 지름 1cm이고 총상꽃차례이다. 꽃줄기와 더불어 꽃차례의 길이 2-6cm이며 꽃받침은 난형이다. 끝이 둔하고, 가장자리가 잘게 갈라져 끝이 선(腺)이 된다. 꽃잎은 넓은 거꿀달걀형이며, 길이 6-8mm, 수술은 5개, 암술대 3개, 각각 4갈래로 갈라졌다. 열매는 삭과로 3개로 갈라져 있다. 씨는 넓은 타원형, 세로 홈이 있으며, 개화기는 6월이다.

## 분포
한국에서는 전라남도 보길도 등지에 분포하고 있다.

## 갤러리

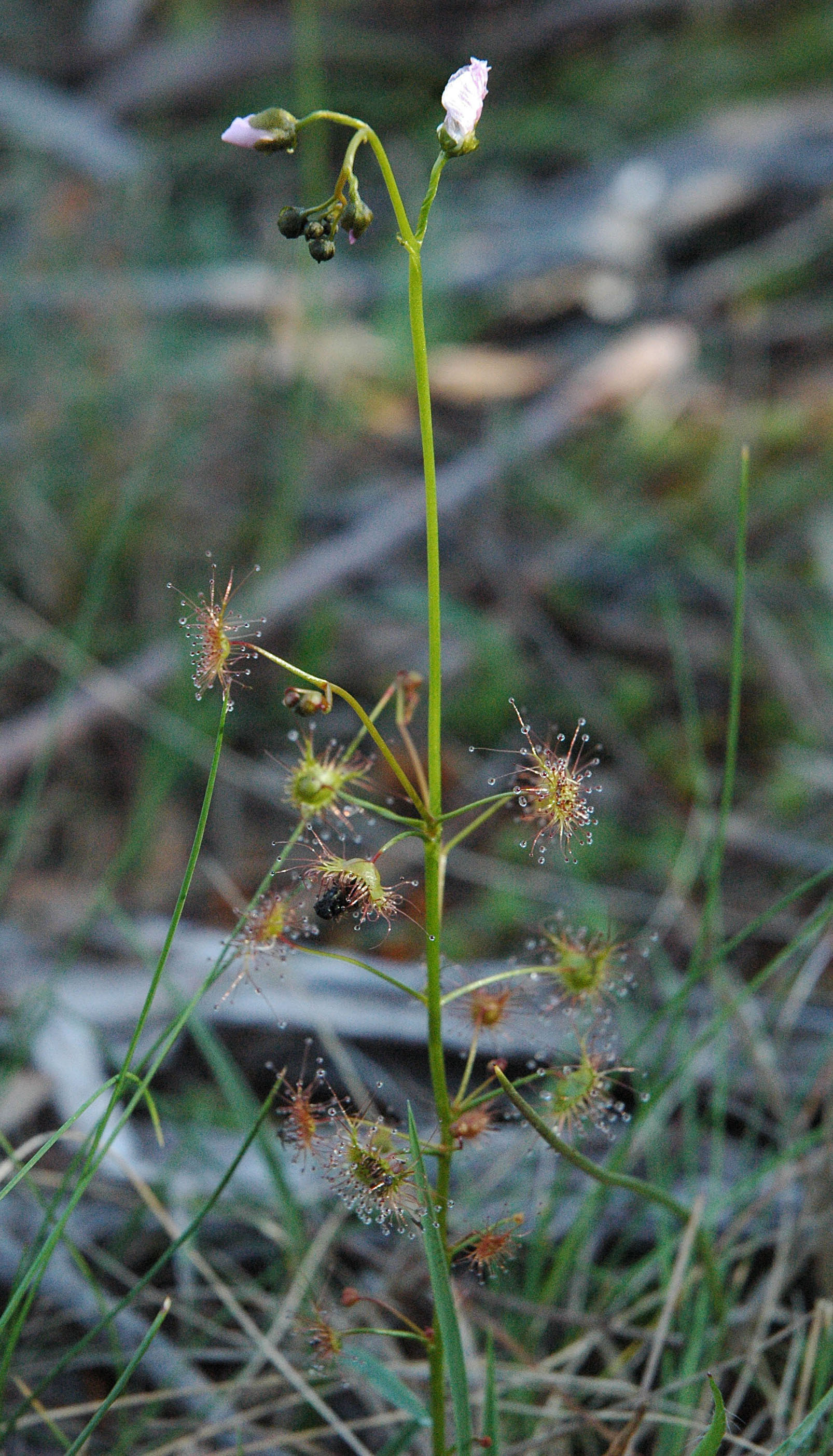
Drosera peltata var. auriculata
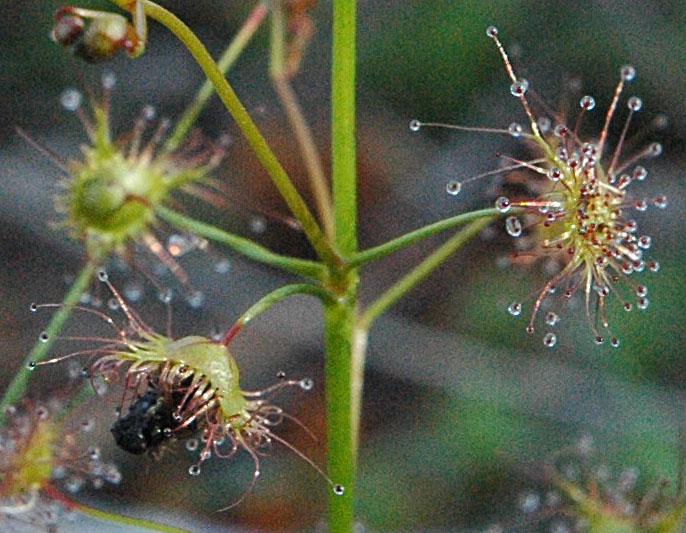
Close-up of Drosera peltata var. auriculata with captured fly